# 서울 미타사 백의관음도
서울 미타사 백의관음도는 대한민국 서울특별시 성북구, 미타사에 있는 조선시대의 불화이다. 2014년 7월 3일 서울특별시의 유형문화재 제362호로 지정되었다.

## 지정 사유
이 관음보살도는 바다 위 파도 위에 서있는 관음보살과 용왕 및 동자, 공양천녀 등을 그린 백의관음도(白衣觀音圖)로서, 분출하는 물줄기, 선재동자의 모습 등에서 전통적인 관음보살도의 도상과 다른 근대기 불화의 새로운 경향을 보여 줌. 특히 관음을 향해 예배하는 용왕의 모습은 중국 청대의 판화에 등장하는 도상을 응용한 것으로, 중국 판화 및 서양화법을 수용했던 20세기초 서울 경기지역 불화의 특징을 잘 보여준다.

## 조사보고서
광무10년(1906)에 삼각산 미타사 향로전 불화로 조성된 백의관음도로서, 石翁 喆侑가 단독으로 조성하였다. 현재 액자상태로 장황되었으며, 화면 아래부분에 보채 및 수리의 흔적이 보인다. 가로로 긴 화면의 중앙에는 넘실거리는 푸른 바다 위에 백의를 입은 관음보살이 파도 위 연잎에 서서 오른손에 버들가지, 왼손에 끈에 묶인 정병을 들고 오른쪽을 향해 서 있으며, 그 주위로 용왕과 천녀, 동자가 배치. 화면 좌우에는 대나무와 파초 등이 무성하게 배치되었고, 상단에는 구름과 두 마리의 새가 그려져 있다.
관음보살은 머리는 높이 올려 묶은 후 머리에서부터 무릎 부근까지 흰 天衣를 뒤집어 쓰고 있으며, 몸에도 白衣를 걸쳤음. 백색의 천의 자락은 좌우로 넓게 휘날리고 있는데, 옷자락의 움직임이 다소 경직되어 부자연스러워 보인다. 관음보살은 넘실거리는 푸른 바다의 파도 위 붉은 연잎에 맨발로 서 있는데, 파도의 흰 포말은 매우 도식화되었음. 관음의 건너편 뭍에는 녹색의 두광을 지닌 龍王이 갑옷 위에 붉은 옷을 입고 어깨와 머리에 비늘모양의 견갑과 투구 같은 것을 걸치고 상체를 구부린 채 관음을 향해 합장한 모습으로 서 있음. 이러한 모습의 용왕은 중국 청대의 판화도상에서 차용한 것으로, 근대불화적인 요소를 잘 보여주고 있다.
채색은 청색과 백색을 많이 사용하였으며, 흰색 위에 갈색으로 윤곽선을 칠하여 음영을 표현하는 등 새로운 기법이 돋보인다.
이 불화는 조선말기의 화승으로 금강산에서 활동한 석옹 철유가 단독으로 제작하였음, 철유(1851~1917)는 함경북도 명천군에서 출생하였으며, 18세 때(1868년) 함경남도 연변 釋王寺에서 출가하였고, 건봉사의 화승 中峰 慧皓를 스승으로 불화수업을 받았음. 그는 주로 금강산을 중심으로 활동하여 축연과 함께 金剛山畵門으로 알려져 있음. 철유는 불화 뿐 아니라 산수화에서도 이름이 있었으며 眞彩佛畵 뿐 아니라 水墨淡彩畵 및 水墨 達磨圖를 잘 그렸다고 한다.
이 관음보살도는 바다 위 파도 위에 서있는 관음보살과 용왕 및 동자, 공양천녀 등을 그린 白衣觀音圖로서, 분출하는 물줄기, 선재동자의 모습 등에서 전통적인 관음보살도의 도상과 다른 근대기 불화의 새로운 경향을 보여 줌. 특히 관음을 향해 예배하는 용왕의 모습은 중국 청대의 판화에 등장하는 도상을 응용한 것으로, 중국 판화 및 서양화법을 수용했던 20세기초 서울 경기지역 불화의 특징을 잘 보여주며, 이에 서울시 유형문화재로 지정하여 보존할 가치가 있다고 판단된다.

## 참고 자료
- 서울 미타사 백의관음도 - 국가유산청 국가유산포털